# 티링 모형
양자장론에서 티링 모형(영어: Thirring model)은 완전히 풀 수 있는 2차원 양자장론 모형이다. 하나의 디랙 페르미온을 다루며, 보손화를 통해 사인-고든 모형과 동형이다.

## 정의
티링 모형은 하나의 디랙 페르미온 {\displaystyle \psi }를 포함하는 2차원 양자장론이다. 그 라그랑지언은 다음과 같다.
{\displaystyle {\mathcal {L}}={\overline {\psi }}(i\gamma ^{\mu }\partial _{\mu }-m)\psi -{\frac {1}{2}}g(\psi \gamma ^{\mu }\psi )^{2}}
이는 2차원에서 디랙 페르미온이 가질 수 있는 유일한 재규격화가능 국소 상호작용이다. 디랙 페르미온은 4개의 그라스만 성분을 포함하므로, 이들을 사용하여 쓸 수 있는 항은 오직 하나밖에 없다.

## 같이 보기
- 그로스-느뵈 모형
- 슈윙거 모형